# Švédsko na Zimních olympijských hrách 1968
Švédsko na Zimních olympijských hrách 1968 v Grenoblu reprezentovalo 68 sportovců, z toho 59 mužů a 9 žen. Nejmladším účastníkem byl Berit Salomonsson (16 let, 194 dní), nejstarším pak Eric Wennerberg (51 let, 18 dní). Reprezentanti vybojovali 8 medaili, z toho 3 zlaté 2 stříbrné a 3 bronzové.

## Medailisté
| Medaile | Jméno                                                            | Sport          | Disciplína              |
| ------- | ---------------------------------------------------------------- | -------------- | ----------------------- |
| Zlato   | Toini Gustafssonová                                              | Běh na lyžích  | ženy 5 km               |
| Zlato   | Toini Gustafssonová                                              | Běh na lyžích  | ženy 10 km              |
| Zlato   | Johnny Höglin                                                    | Rychlobruslení | muži 10 km              |
| Stříbro | Jan Halvarsson Bjarne Andersson Gunnar Larsson Assar Rönnlund    | Běh na lyžích  | muži štafeta 4 x 10 km  |
| Stříbro | Britt Strandberg Toini Gustafsson Barbro Martinsson              | Běh na lyžích  | ženy štafeta 3 x 5 km   |
| Bronz   | Lars-Göran Arwidson Tore Eriksson Olle Petrusson Holmfrid Olsson | Biatlon        | muži štafeta 4 x 7.5 km |
| Bronz   | Gunnar Larsson                                                   | Běh na lyžích  | muži 15 km              |
| Bronz   | Örjan Sandler                                                    | Rychlobruslení | muži 10 km              |